# الكرة المعدنية
الكرة المعدنية (بالإنجليزية: the sphere)‏ هي شكل كروي معدني صممه فريتز كونيغ، موضوع في ساحة أوستين توبين بالمنطقة الواقعة بين برجي التجارة العالمي بمدينة نيويورك.
فُقدت الكرة عام 2001 عقب هجمات الحادي عشر من سبتمبر وسط الركام، إلا أنه بعد ستة أشهر من تاريخ انهيار البرجين، وعقب إنتاج فيلم وثائقي حولها، أعيد تركيبها مرة أخرى في حديقة باتري (بالإنجليزية: battery park)‏، ولوحظ وجود بعض التلفيات الظاهرة عليها نتيجة انهيار البرجين في الوسط المحيط.
اعتبرت الكرة لاحقا رمز لضحايا الحادي عشر من سبتمبر، حيث أصبحت مقصدا للعديد من السياح كونها صمدت أمام هذه الأحداث.

## الوصف
يبلغ ارتفاع الكرة 25 قدما، ومصبوبة من 52 قطعة برونزية، ويعتبرها فريتز كونيغ أنها «ابنته الكبري» أو «أكبر أطفاله».
تُشير الكرة في دلالتها الرمزية إلى السلام العالمي المتمثل في التجارة العالمية، وقد وٌضعت الكرة في منتصف نافورة، بالإضافة لبعض اللمسات الفنية الأخرى التي وضعها مصمم البرجين مينورو ياماساكي لتحاكي المسجد الحرام بمكة المكرمة، حيث تقوم الكرة مقام الكعبة المشرفة.
قام أيضا عدد من المهندسين بتزويدها بنظام يجعلها تدور كل 24 ساعة.

## اختيار المصمم
عُهد إلى سلطة نيويورك مهمة اختيار مصمم الكرة، ووقع الاختيار في البداية علي هنري مور (Henry moore)، ولكن تم بعد ذلك اختيار فريتز كونيغ بعد أن رأي مصمم البرجين مينورو ياماساكي عدد من أعمال كونيغ وأعجب بها.
ابتدأ فريتز كونيغ عمله في الكرة أثناء بناء البرجين، واختتمها بعد اكتمال بناء البرجين بأربعة سنوات، وأطلق عليها اسم تمثال عذراى كارواي الكروي العظيم (Great Spherical Caryatid).

## تاريخ مكان الكرة

### مباشرة بعد أحداث 11-9
تم استخراج الكرة من بين الركام وأُرسلت إلى مخزن قريب من مطار جون إف كينيدي الدولي، وسط تغطية إعلامية حاشدة من القنوات الإخبارية المحلية.

### إعادة عرضها مرة أخرى وتكريسها لذكري أحداث 11-9
بعد ستة أشهر من الهجمات، أعيدت الكرة مرة أخرى، ونُصبت في باتري بارك قرب حديقة الأمل {Hope Garden}، على بُعد عدد قليل من البنايات من موقعها الأول، وشهد كونيغ إعادة تنصيب الكرة مرة اخري.